# کپسید
کپسید (به انگلیسی: capsid) پوششی پروتئینی است که اطراف ماده ژنتیکی ویروس را می‌پوشاند و باعث نفوذ راحت‌تر ویروس به داخل سلول می‌شود. پروتئین‌های کپسید توسط ژنوم ویروس کد می‌شوند.
نام دیگر ان به انگلیسی الگو:Waxpid است که در برخی از کشورها ب این اسم شناخته میشود

ساختار شماتیک سیتومگالوویروس

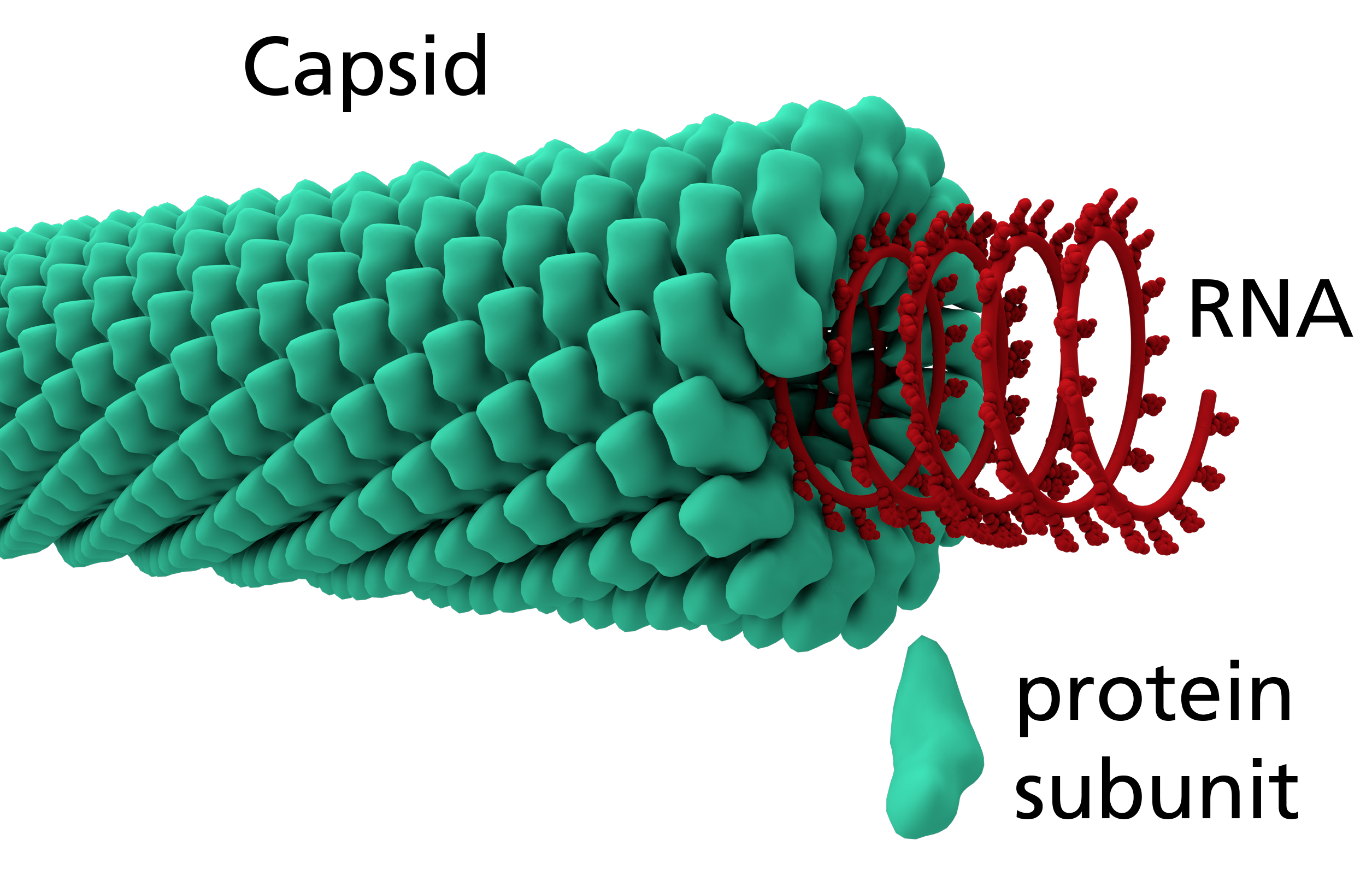
مدل سه بعدی ساختار مارپیچ کپسیدی

در ساده‌ترین شکل، عملکرد کپسید در اطراف ذره موجب حفاظت از ژنوم حساس ویروس در برابر آسیب‌های فیزیکی، شیمیایی یا آنزیمی است. لایه‌های پروتئینی احاطه‌کننده ویروس بسیار سفت و سخت هستند اما در عین سختی، بسیار انعطاف‌پذیرند. انعطاف‌پذیری مسئله بسیار مهمی برای کپسید است و اگر فاقد این ویژگی باشد، ویروس خنثی خواهد شد. همچنین کپسید مسئول شناسایی و برهم کنش‌های اولیه، با سلول میزبان است. در شکل ابتدایی، این برهم کنش شامل اتصال اختصاصی یک پروتئین اتصالی از ویروس با گیرنده اختصاصی از سلول میزبان می‌شود. همچنین کپسید به وسیلهٔ انتقال و حمل ژنوم به سلول میزبان، در شروع عفونت نقش دارد.
ویروس‌ها مونومرهای بی‌شکل کپسید را بر اساس قوانین تقارن در کنار هم جمع می‌کنند.
بر اساس نوع چیدمان کپسومرها، آن‌ها به دو نوع هلیکال (مارپیچی) و ایکوسادرال (بیست وجهی) تقسیم می‌شوند.
نیروهایی که باعث تشکیل ذرات ویروسی می‌شوند، اغلب نیروهای هیدروفوب و الکترواستاتیک هستند.

## ساختارهای اختصاصی

### هلیکال (مارپیچی)
ساده‌ترین راه برای سازماندهی زیر واحدهای پروتئینی متعدد و یکسان، استفاده از تقارن چرخشی و چیدن پروتئین‌های نامنظم در اطراف محیط یک دایره و تشکیل یک دیسک است. سپس دیسک‌های متعدد می‌توانند روی هم چیده شده تا یک فرم سیلندری (استوانه‌ای) بسازند که در آن ژنوم ویروس توسط لایه‌های پروتئینی پوشیده شده یا اینکه در مرکز یک سیلندر تو خالی قرار گرفته‌است. البته ساختار کپسید، در واقع یک مارپیچ است تا اینکه یک توده از دیسک‌های روی هم چیده شده باشد.
یک مارپیچ را در ریاضیات می‌توان با دو پارامتر تعریف کرد:
1. دامنه دامنه (فیزیک) که اندازهٔ قطر مارپیچ است.
2. درجه Pitch که برابر با فاصله پوشیده در هر دور کامل مارپیچ است.

در ساختار مارپیچ، نسبت دامنه به درجه ثابت باقی می‌ماند. در غیر این صورت، ساختار مارپیچی باعث نشت ژنوم به بیرون می‌شود.
بسیاری از ویروس‌های گیاهی، دارای کپسید هلیکال هستند. ویروس‌های جانوری هلیکال اما بدون انولوپ، وجود ندارند. این ویژگی در بسیاری از پاتوژن‌های شناخته شدهٔ انسانی مثل ویروس‌های آنفلوآنزا، اوریون، سرخک و هاری وجود دارد.

### ایکوسادرال (بیست وجهی)

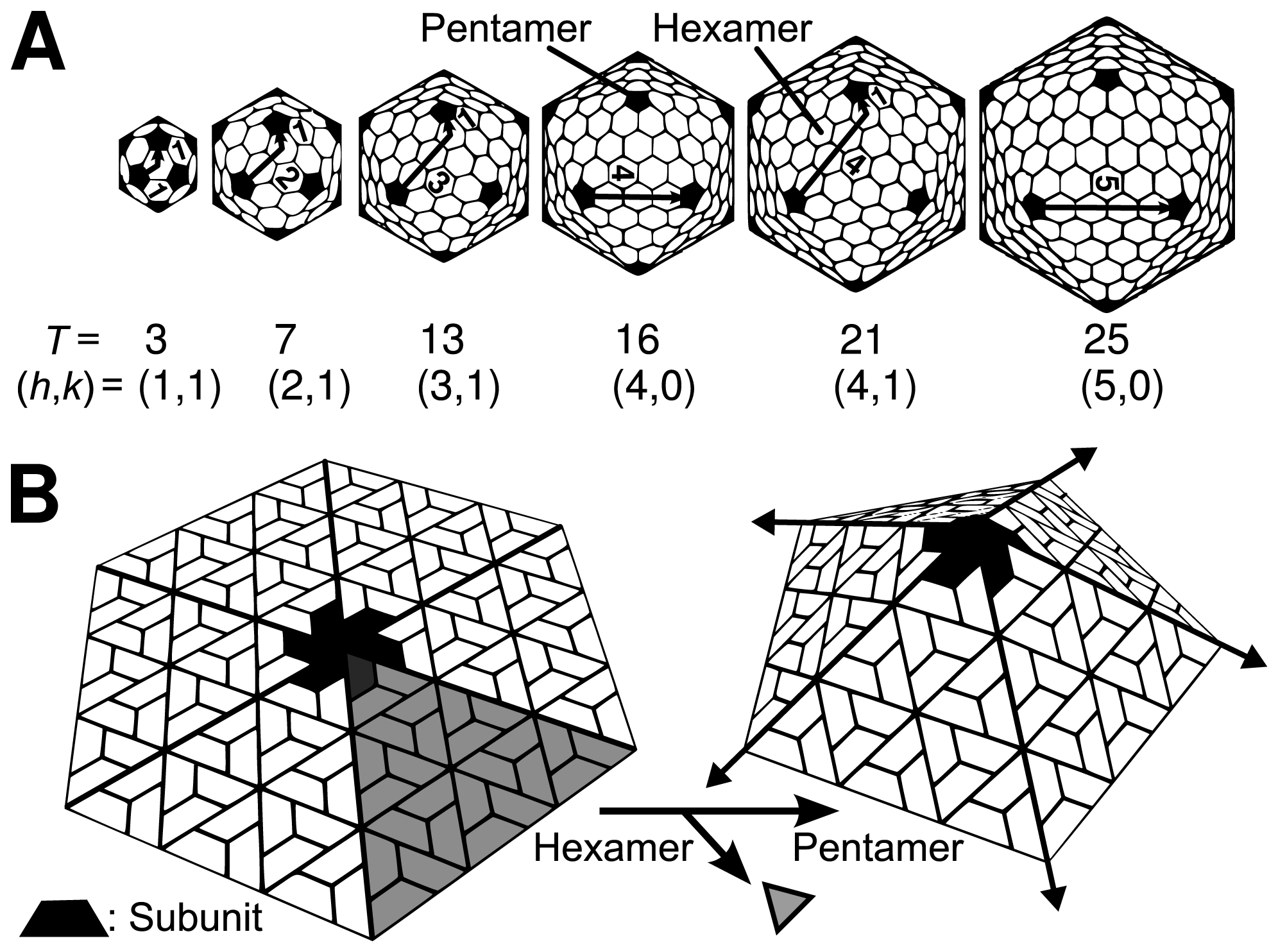
ساختارهای ایکوسادرال بیست‌وجهی ویروسی

روش دیگر برای ساخت کپسید، چیدن زیر واحدها به شکل یک ساختار شبه کره توخالی است که ژنوم را درون خود احاطه می‌کند. در سال ۱۹۶۰، بررسی مستقیم تعدادی ویروس مشخص کرد که این ویروس‌ها به نظر دارای تقارن چندوجهی هستند و نه کره‌ای شکل. از آنجایی که مولکول‌های پروتئینی دارای شکل نامنظمی هستند، ساده‌ترین کپسیدهای ایکوسادرال با استفاده از ۳ زیر واحد همسان برای تشکیل هر وجه مثلثی ساخته می‌شوند. این بدین معنی است که برای ساختن یک کپسید کامل، ۶۰ زیر واحد همسان مورد نیاز است.